# Friedrichshafen G.III
Friedrichshafen G.III (định danh nhà máy: FF.45) là một loại máy bay ném bom hạng trung, do hãng Flugzeugbau Friedrichshafen thiết kế chế tạo, nó được trang bị cho quân đội Đức trong Chiến tranh thế giới I.

### Friedrichshafen G.IIIa

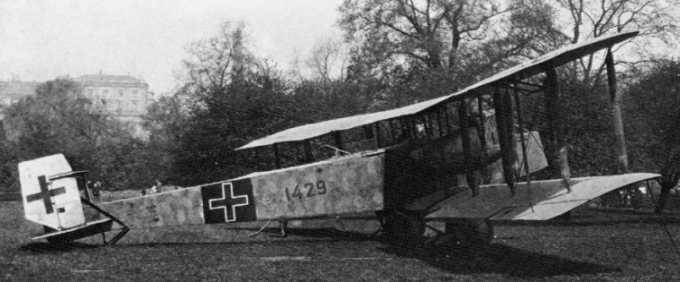
Friedrichschafen G.IIIa trưng bày tại Anh sau chiến tranh

## Quốc gia sử dụng
- German Empire
  - Luftstreitkrafte

## Tính năng kỹ chiến thuật (Friedrichshafen G.III)
Đặc tính tổng quan
- Kíp lái: 3
- Chiều dài: 12,8 m (42 ft 0 in)
- Sải cánh: 23,7 m (77 ft 9 in)
- Chiều cao: 3,66 m (12 ft 0 in)
- Diện tích cánh: 0,0950 m2 (1,023 foot vuông)
- Trọng lượng rỗng: 2.695 kg (5.941 lb)
- Trọng lượng cất cánh tối đa: 3.930 kg (8.664 lb)
- Động cơ: 2 × Mercedes D.IVa kiểu động cơ piston thẳng hàng 6 xy-lanh, làm mát bằng nước, 194 kW (260 hp) mỗi chiếc

Hiệu suất bay
- Vận tốc cực đại: 135 km/h (84 mph; 73 kn)
- Tầm bay: 600 km (373 mi; 324 nmi)
- Thời gian bay: 5 h
- Trần bay: 4.500 m (14.764 ft) [1]

Vũ khí trang bị

- 2-3 × súng máy Parabellum MG14 7,92 mm (.312 in)
- Bom hoặc mìn loại 12,5 kg (7,5 lb), 50 kg (110 lb), 100 kg (220 lb), 300 kg (660 lb) hoặc bom P.u.W 1.000 kg (2.200 lb) với tổng trọng lượng là 1000 kg (2,200 lb).